# アソウ・ヒューマニーセンター
株式会社アソウ・ヒューマニーセンター (Aso Humany Center Inc.) は、福岡市中央区に本社を構える労働者派遣事業をはじめとする総合人材サービス会社。アソウ・ヒューマニーセンターグループの一企業。社団法人日本人材派遣協会の会員。
コーポレートメッセージは“May I Help You?”。麻生太郎元内閣総理大臣の弟・麻生泰が会長をつとめる麻生グループの人材派遣会社の一つ。

## 概要
- 代表者 中島彰彦
- 本社所在地 福岡県福岡市中央区天神2-8-41
- 事業所 福岡本社・有楽町支店・大阪支店・神戸支店・北九州オフィス・久留米オフィス・長崎オフィス・熊本オフィス・大分オフィス・宮崎オフィス・鹿児島オフィス・山口オフィス・広島オフィス

## 沿革
- 1984年7月 - 福岡市天神に本社を置き、「株式会社アソウ・テンポラリーセンター」の社名でスタート
- 1985年5月 - 北九州オフィス開設
- 1988年5月 - 登録スタッフ3,000名、取引企業1,000社を超え、規模・シェア共に九州トップクラスの地位を固める
- 1989年3月 - アジア太平洋博覧会「よかトピア」開催。開催準備期から閉会まで、主なパビリオンの教育・管理・運営全般に携わる
- 1990年2月 - 男性派遣事業部（エルダー部）を開設。
- 1991年2月 - 教育事業部を開設
- 1993年8月 - 久留米オフィスを開設
- 1995年4月 - システムサポート事業およびアウトソーシング事業を始動。
- 1995年8月 - 高齢者派遣事業部を開設
- 1995年9月 - 「株式会社アソウ・アルファ」を設立
- 1997年1月 - 「株式会社アソウ・ヒューマニーセンター」に社名変更
- 1997年1月 - アソウ・ヒューマニーセンター熊本オフィス開設
- 1997年3月 - 学生ネットワーク「ユニバース・クリエイト」を開始
- 1997年4月 - アソウ・ヒューマニーセンター大分オフィス開設
- 1997年4月 - 有料職業紹介事業「クロスジョブ」を開始
- 1997年1月 - アソウ・ヒューマニーセンター鹿児島オフィス開設
- 1998年1月 - 「ワーキングインターン」を開始。「ふくおか福利厚生くらぶ」運営について、株式会社プランニング秀巧社と業務提携
- 1998年3月 - アソウ・ヒューマニーセンター山口オフィス開設
- 1998年12月 - アソウ・ヒューマニーセンター広島オフィス開設
- 1999年9月 - 「株式会社ヒューマンエナジー研究所」を設立
- 1999年1月 - 「株式会社福利厚生倶楽部九州」を設立
- 1999年12月 - 福岡求人案内プラザ「すけっとふくおか」を開設
- 2000年2月 - アソウ・ヒューマニーセンター宮崎オフィス開設
- 2000年3月 - 大人のための月刊情報誌「モンタン」創刊
- 2000年4月 - 「株式会社アソウ・アカウンティングサービス」を設立
- 2000年4月 - 求人案内プラザ「すけっと」を全拠点に開設
- 2000年9月 - アソウ・ヒューマニーセンター長崎オフィス開設
- 2001年1月 - 「株式会社メッドライン」を設立
- 2001年8月 - 「株式会社麻生デジタルメディア研究所」を設立
- 2002年3月 - 「株式会社麻生デジタルメディア研究所」より「株式会社アソウ・システムソリューション」へ社名変更
- 2003年4月 - アソウ・ヒューマニーセンター有楽町支店開設
- 2003年8月 - お仕事情報センター「A-WORK」開設
- 2003年1月 - アソウ・ヒューマニーセンター大阪支店開設
- 2004年1月 - 「株式会社ユニバースクリエイト」を設立
- 2005年5月 - 障がい者スポーツ選手雇用センター「C's Athlete」開設
- 2005年11月 - 株式会社メッドライン　熊本支店開設
- 2006年1月 - ユニクリナビ平成20年開設
- 2007年4月 - アソウ･アルファ黒崎営業所・熊本東バイパス営業所開設
- 2007年6月 - 内閣府 第1回「再チャレンジ支援功労者賞受賞」
- 2008年4月 - アソウ・ヒューマニーセンター神戸オフィス・佐賀オフィス開設
- 2008年4月 - アソウ・アルファ鳥栖営業所・行橋営業所開設
- 2008年4月 - ユニバースクリエイト大阪営業所開設
- 2008年5月 - ユニバースクリエイト北九州営業所「ascafe」開設
- 2009年8月 - アソウ・ヒューマニーセンター神戸オフィスを大阪支店へ統合
- 2010年3月 - アソウ・ヒューマニーセンター佐賀オフィスを久留米オフィスへ統合
- 2010年3月 - アソウ・アルファ熊本東バイパス営業所を熊本営業所へ営業所名変更
- 2010年3月 - アソウ・アルファ黒崎営業所・行橋営業所を北九州営業所へ統合
- 2010年3月 - アソウ・アルファ鳥栖営業所を福岡本社へ統合
- 2010年4月 - アソウ・ヒューマニーセンター福岡本社に「増販情報センター」を開設

2015年10月 神戸支店を開設

## 事業内容
- 人に関するあらゆる問題・課題の解決
- 人材派遣事業（人材派遣・新卒者派遣・中高年派遣・障害者派遣）
- 人材紹介事業
- 紹介予定派遣
- 再就職支援事業
- アウトソーシング事業
- マーケティング・サービス
- 人事コンサルティング事業(人事制度構築・人材開発・教育)
- サービスソリューション事業
- 事業開発
- 障害者スポーツ選手雇用センター C's Athlete（シーズアスリート）

## 許認可番号
- 一般労働者派遣 （般）40-010002
- 有料職業紹介事業 40-ユ-010066

## 関連会社
- アソウ・ヒューマニーセンターグループ
  - アソウ・ヒューマニーセンター
  - アソウ・アルファ
  - ユニバースクリエイト
  - 福利厚生倶楽部九州
  - アソウ・アカウンティングサービス
  - アソウ・システムソリューション
  - ヒューマンエナジー研究所
- 他、麻生グループ57社

## CSRへの取り組み
- アソウ・ヒューマニーセンターは「働く文化の発展と価値創造に努める」という綱領のもと、雇用の創造に取り組んでいる。
- 障害者の新しい雇用開発と障害者スポーツの振興を目的として、2005年に障害者スポーツ選手雇用センター シーズアスリートを設立。自らの障害を乗り越え、仕事と選手活動を両立させているパラリンピックメダリストを中心に運営。
- 2005年より、大阪府商工労働部雇用推進室雇用対策課から、働く意欲と能力がありながら就労にあたり、様々な困難な要因を抱えている方や、市町村が実施する地域就労支援事業から誘導のあった方などを対象に、就労支援を行う、JOBプラザOSAKAを受託。
- 障害者、若年者、中高年者、子育て女性の就業支援事業の取組みが評価され、2007年度「再チャレンジ支援功労者表彰」を内閣府より受賞。その後に、キャリアカウンセリングや職場体験、各種セミナー、求人開拓・職業紹介を通じて就労支援、公共事業を受託。

## 就労支援・公共事業の受託実績
- ［2002 - 2003年度］ 福岡県ITリーダー養成講座事業 （福岡県総務部高度情報政策課）
- ［2002 - 2003年度］ 視覚障害者職域開発事業 （福岡県生活労働部新雇用開発課）
- ［2002 - 2003年度］ 福岡市情報教育アドバイザー事業 （福岡市教育委員会学校教育課）
- ［2002 - 2003年度］ 大川市IT推進事業 （大川市教育委員会）
- ［2002 - 2003年度］ 情報教育推進事業 （筑後市女性支援室・中央公民館）
- ［2002 - 2003年度］ 公民館IT研修指導員巡回事業 （福岡市教育委員会社会教育課）
- ［2003 - 2004年度］ 知的障害者職場開拓事業 （福岡県生活労働部新雇用開発課）
- ［2003年度］ JAVAプログラミングマスター科委託訓練受託 （福岡県立高等技術専門校）
- ［2003年度］ 就職準備キャリアアップパソコン講習事業 （福岡市女性センター・アミカス）
- ［2003年度］ ITリーダー養成講座事業 （古賀市教育委員会）
- ［2003年度］ 道路標識等調査事業 （山口県警察）
- ［2004年］ 北九州ワークプラザ運営事業 北九州市役所）
- ［2004年度］ 新生活育成事業（8大プロジェクト） （福岡県雇用対策協会）
- ［2005年度］ 適職グっとフェア（合同企業説明会）事業受託 （北九州市役所）
- ［2005 - 2010年度］ JOBプラザOSAKA事業 （大阪府商工労働部雇用推進室雇用対策課）
- ［2006年度］ 高校生支援適職発見システム事業業務委託 （福岡県雇用対策協会）
- ［2006年度］ JOBカフェ大分連携モデル事業業務委託 （大分県総合雇用推進協会）
- ［2007年度］ 障害者雇用啓発企業研修会 （大阪府商工労働部雇用対策課）
- ［2007年度］ 企業等OB人材マッチング事業 （経済産業省）
- ［2007年度］ 求人開拓事業（筑豊地区） （福岡労働局）
- ［2007年度］ 子育て女性企業内実習付職業紹介事業 （福岡労働局）
- ［2007年度］ 障害者雇用啓発企業研修会事業 （大阪府商工労働部雇用推進室雇用対策課）
- ［2007 - 2008年度］ 常用雇用促進事業 （福岡県雇用対策協会）
- ［2007 - 2008年度］ 若年者就労支援事業 （大阪労働協会）
- ［2008年度］ 福岡県若年者しごとサポートセンター 合同会社説明会2009 （福岡県、福岡県若年者しごとサポートセンター･32福岡県雇用対策協会）
- ［2008年度］ 企業向け普及啓発セミナー （東京都しごと財団）
- ［2008年度］ 障害者雇用啓発企業交流会・就職あっせん会事業 （大阪府商工労働部雇用対策課）
- ［2008年度］ 雇用から生活まで緊急総合相談会 （大阪府商工労働部雇用推進室雇用対策課）
- ［2008年度］ 出前型セミナー・個別コンサルティング事業 （福岡県雇用対策協会）
- ［2008 - 2009年度］ 広島県就職情報キャラバン隊派遣業務 （広島県商工労働部総務管理）
- ［2008 - 2010年度］ 被保護者等就労支援事業求人開拓業務 （大阪市健康福祉局）
- ［2009年度］ 「子育て応援宣言企業推進大会」委託業務 （福岡県福祉労働部労働局 新雇用開発課）
- ［2009年度］ ポジティブ･アクション地域展開事業 （厚生労働省 雇用均等政策課）
- ［2009年度］ 看護補助者確保支援事業 （福岡県保健医療介護部 医療指導課）
- ［2009年度］ 障がい者雇用セミナー＆障がい者雇用企業交流会 （大阪府商工労働部雇用推進室雇用対策課）
- ［2009 - 2010年度］ 女性・若年対象ホスピタリティ人材育成事業 （大阪府商工労働部労政課）
- ［2009 - 2010年度］ ラーニングアドバイス事業 （大阪府商工労働部人材育成課）
- ［2009 - 2010年度］ 大阪市職業紹介事業 （大阪市市民局）
- ［2009 - 2010年度］ 福岡市就労意欲喚起等支援事業 （福岡市保健福祉局総務部 保護課）
- ［2009 - 2010年度］ 広島県緊急雇用対策基金事業 介護職員研修支援事業 （広島県健康福祉局）
- ［2010年度］ 広島県緊急雇用対策基金事業 障害者雇用創出事業 （広島県市民局）
- ［2010年度］ 厚生労働省 緊急人材育成支援事業 （厚生労働省）
- ［2010年度］ 福岡市中高年就業相談窓口事業 （福岡市経済振興局産業政策部雇用労働課）
- ［2013年度］ 中小企業庁 新卒者就職応援プロジェクト[1]
- ［2013年度］ 中小企業庁 中小企業新戦力発掘プロジェクト[2]
- ［2013年度］ 中小企業庁 地域中小企業の非正規人材等確保・定着支援事業[1]

## 報道
ベルリン・マラソン車いす副島優勝
「asahi.com」の2010年9月26日報道によれば、第37回ベルリン・マラソンは26日、当地の市街地コースで行われ、車いすの部は男女とも日本勢が勝ち、男子の副島正純（シーズアスリート）は3年ぶり2度目優勝を成し遂げた。
賃金未払い問題
「asahi.com」の2007年9月14日報道によれば、同社は2005年8月から2007年7月まで派遣社員延べ約3,100人に対し割増賃金や手当の一部を支払っていなかったことが報じられている。同記事によれば未払い額は約3,000万円に上るとされる。同社は2006年3月にも労働基準監督署から同様のミスを指摘されていながら、その後も未払いが続いており、改善を怠っていた疑いが指摘されている。
二重派遣問題
「産経ニュース」の2008年10月30日の報道によれば、同社の大阪支店と派遣労働契約を結んでいた男性が、カーナビメーカーに派遣され更にそこから自動車用品店の小売店に派遣されたのは職業安定法で禁止された「二重派遣」であるとしてアソウ・ヒューマニーセンターと派遣先メーカー両者を相手取り合計約287万円の損害賠償を求める訴えを大阪地裁に起こしたと報じられた。